# Adinandra pingbianensis
Adinandra pingbianensis là một loài thực vật có hoa trong họ Pentaphylacaceae. Loài này được L.K.Ling mô tả khoa học đầu tiên năm 1998.